# Monturaqui
Monturaqui – krater uderzeniowy położony w regionie Antofagasta w Chile, na południe od Salar de Atacama.
Krater powstał w przeciągu ostatniego miliona lat, przypuszczalnie około 660 tys. lat temu, w plejstocenie. Ma średnicę 460 m, utworzył się w skałach osadowych, ignimbrytach wieku plioceńskiego, na skutek upadku meteorytu żelaznego z grupy IAB. Krater jest dobrze widoczny na powierzchni ziemi.